# Gobron

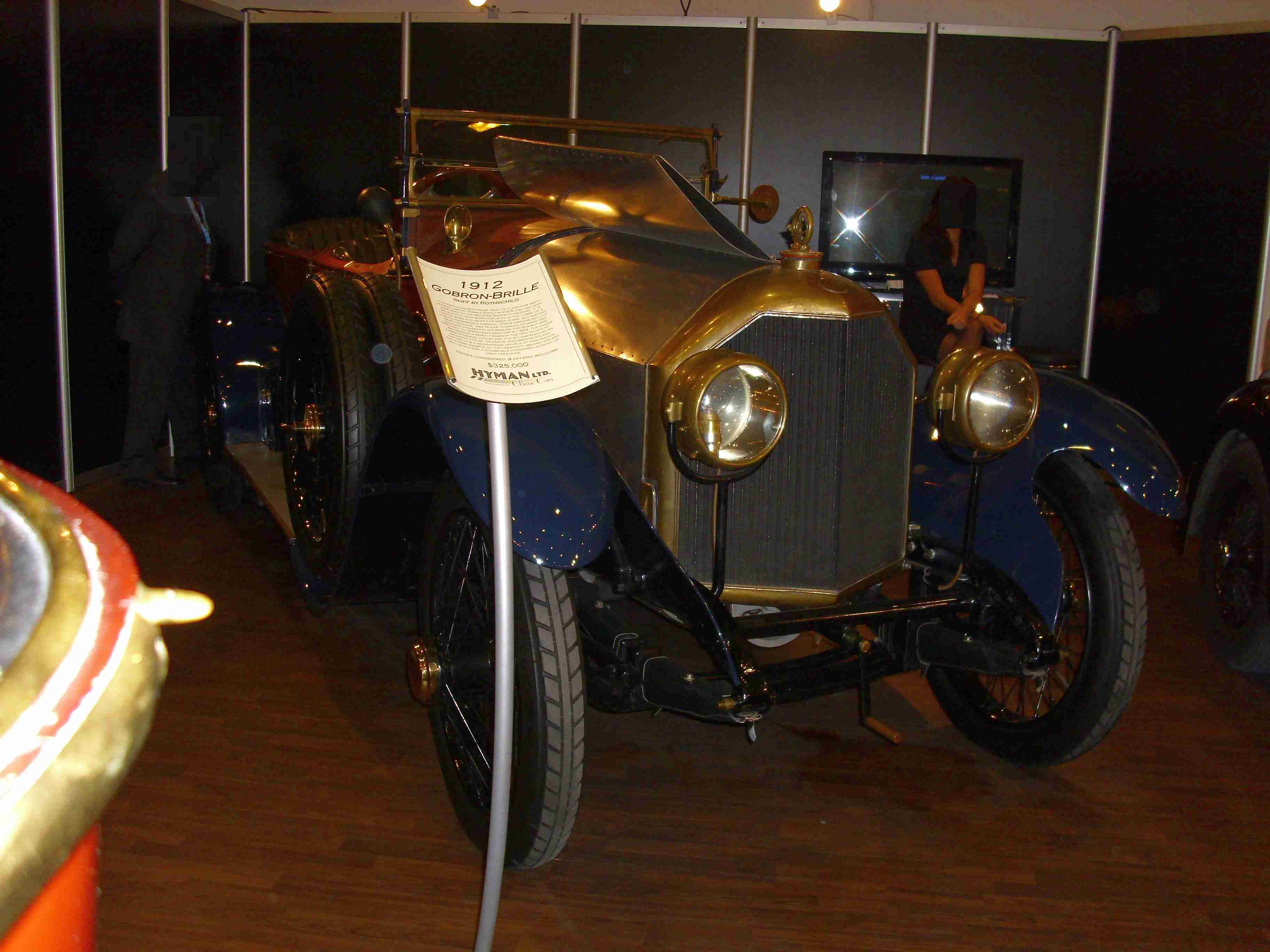
Gobron von 1912

Automobiles Gobron war ein französischer Hersteller von Automobilen.

## Unternehmensgeschichte
Das Unternehmen aus Boulogne-Billancourt ging 1903 aus der Société Gobron-Brillié hervor, als Eugène Brillié das Unternehmen verließ. Der Unternehmensname wurde zunächst beibehalten und erst 1919 in Automobiles Gobron geändert, als das Unternehmen nach Levallois-Perret zog. Der Markenname änderte sich jedoch offiziell bereits 1903 auf Gobron, auch wenn das in der Öffentlichkeit noch lange Zeit missachtet wurde.

## Fahrzeuge
Die ersten Modelle besaßen einen besonderen Typ des Explosionsmotors als Gegenkolbenmotor: in jedem Zylinder arbeiteten zwei Gegenkolben auf zwei Kurbelwellen an entgegengesetzten Motorenden. Nagant fertigte das Modell in Lizenz. Die Modelle mit Gegenkolbenmotor gab es bis 1922. Der Gobron 12 CV von 1912 wog 780 kg. Die Höchstgeschwindigkeit lag bei 82 km/h. In den 1920er Jahren entstand ein Mittelklassewagen mit konventionellem Vierzylindermotor mit 1500 cm³ Hubraum, der von Chapuis-Dornier geliefert wurde. Der Rennwagen von 1906 hatte 13546 cm³ Hubraum aus einem Vierzylinder mit 140 mm Bohrung und 220 mm Hub und leistete 110 PS bei 1200/min.
Ein Fahrzeug dieser Marke war im Motor Technica Museum Bad Oeynhausen in Bad Oeynhausen zu besichtigen.